# Miguel F. Jiménez
Miguel Francisco Jiménez (Amozoc, Puebla, 1813 - Ciudad de México, 1876) fue un médico mexicano. Colaboró en el establecimiento en el país de los principios generales de la clínica moderna y de instituciones dedicadas al estudio y enseñanza de la medicina, También fue médico de Maximiliano I durante su estancia en el país. Fue uno de los primeros en tratar los abscesos hepáticos.

## Biografía
Estudió latín en Puebla, Taxco y en el Seminario Conciliar de la Ciudad de México. Luego hizo estudios de filosofía y en 1834 inició clases de medicina en el Establecimiento de Ciencias Médicas, de donde se tituló como médico en 1838. En esa escuela fue nombrado profesor adjunto, y dos años más tarde ya era interino de la clase de anatomía. En 1845 fue designado como profesor de Clínica Interna en la Escuela Nacional de Medina, en donde impartía la clase de Clínica Interna
Participó en la fundación de la Academia Nacional de Medicina de México, que inició en 1864 como una sección de la Comisión Científica, Literaria y Artística de México. En 1865 sus integrantes acordaron cambiar a esta sección el nombre de Sociedad Médica de México y en 1866, realizando reuniones periódicas en la Escuela Nacional de Medicina, cambió su nombre a Academia Nacional de Medicina de México.

## Premios y reconocimientos
- La calle Doctor Jiménez de la colonia Doctores de la Ciudad de México.